# Ocupació de Polònia
|  | Aquest article tracta sobre el període en què Polònia estigué regida pel Tercer Reich. Si cerqueu el procés d'ocupació militar, vegeu «campanya de Polònia». |

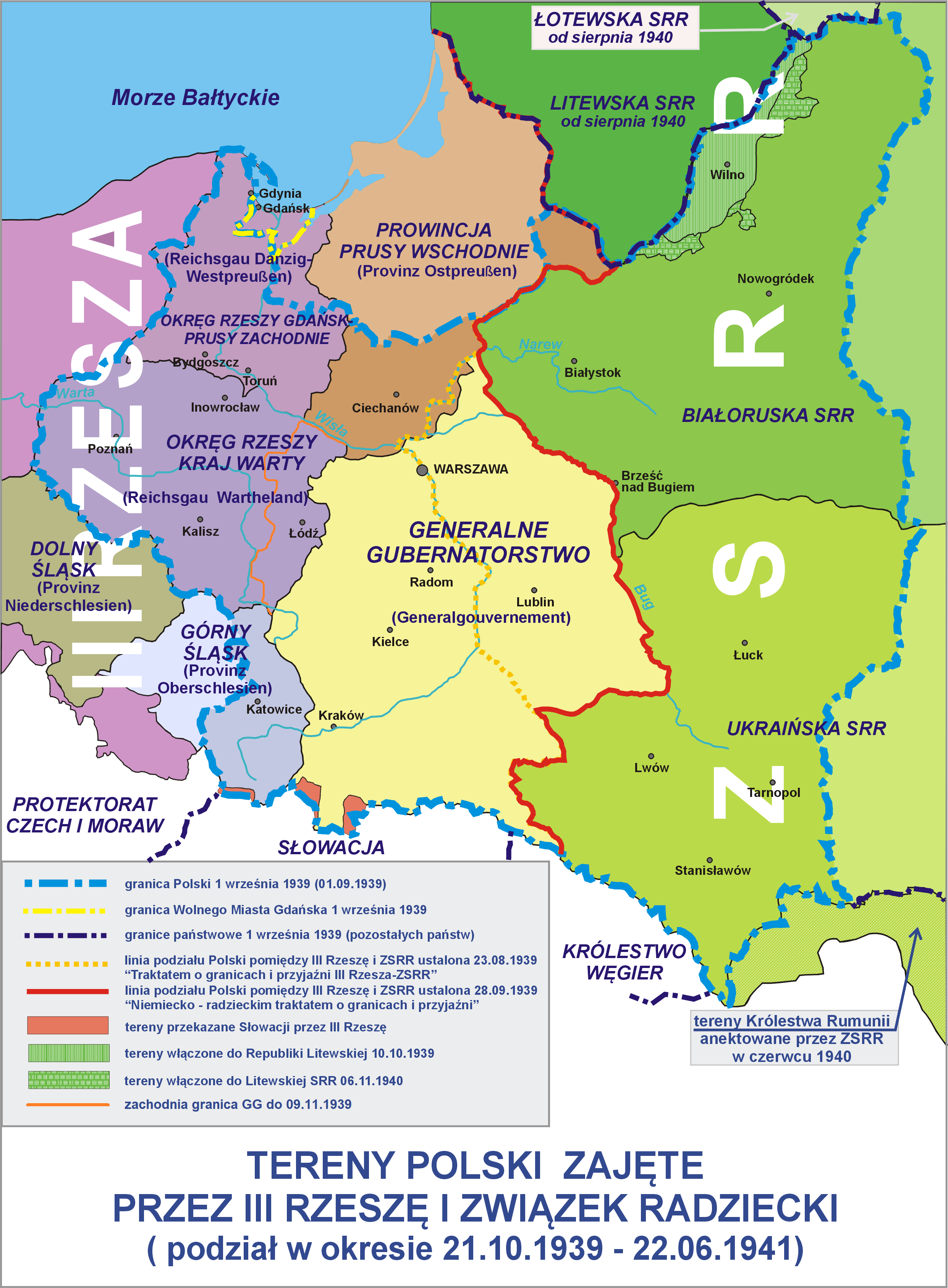
Quatre particions de Polònia—després del pacte nazi-soviètic; divisió de territoris polonesos entre els anys 1939 i 1941.

L'ocupació de Polònia pel Tercer Reich i la Unió Soviètica en la Segona Guerra Mundial (1939-1945) va començar amb la invasió de Polònia al setembre de 1939, i va concloure oficialment amb el derrota del nazisme per les quatre potències de maig de 1945. Al llarg de tot el curs de l'ocupació estrangera el territori de Polònia va ser dividit entre l'Alemanya Nazi i la Unió Soviètica (URSS). L'estiu-tardor de 1941 les terres annexionades pels soviètics van ser envaïdes per l'Alemanya nazi en el curs de l'inicialment reeixit atac alemany sobre la Unió Soviètica. Després d'uns anys de lluita, l'Exèrcit Roig va ser capaç de repel·lir als invasors i foragitar l'exèrcit alemany de l'URSS i Polònia a través de la resta de l'Europa Oriental i Central.

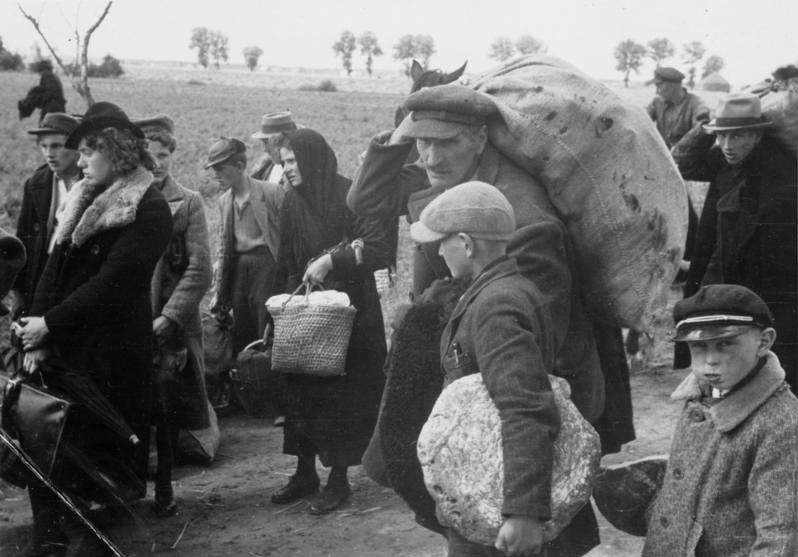
Començament del Lebensraum, Expulsió Nacionalsocialista Alemanya dels polonesos de la Polònia central el 1939.

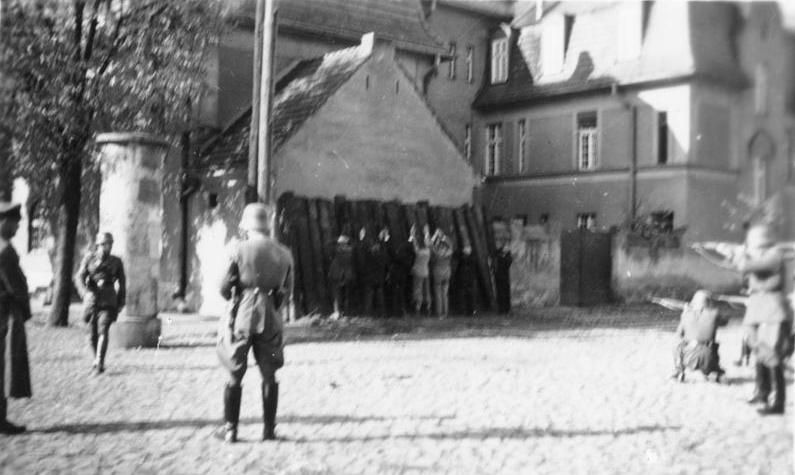
Operació Tannenberg, 20 d'octubre de 1939, assassinat en massa d'habitants de la Polònia occidental.

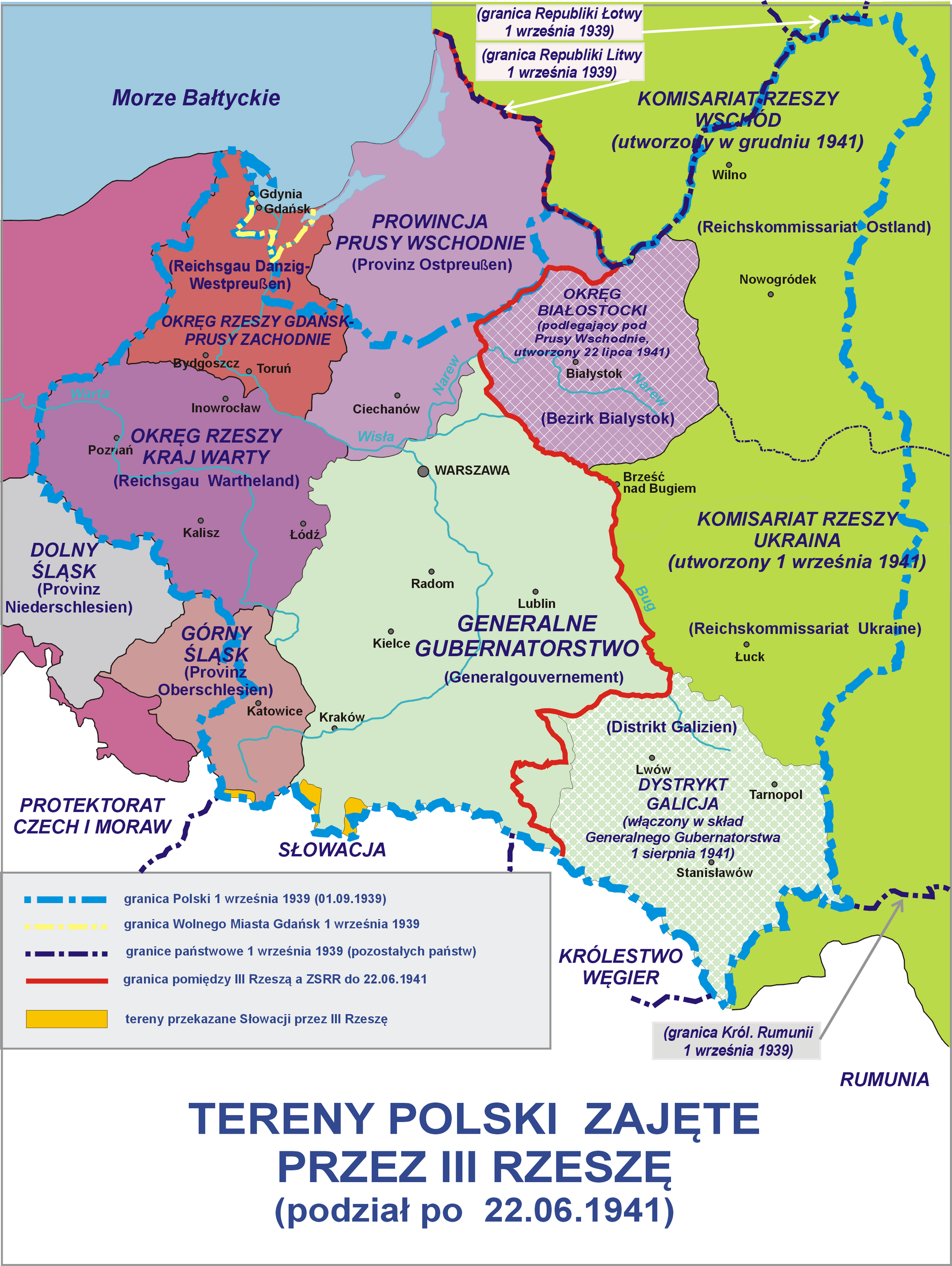
Canvis en l'administració dels territoris polonesos després de la invasió alemanya de la Unió Soviètica el 1941. El mapa mostra l'estat a partir de 1944.

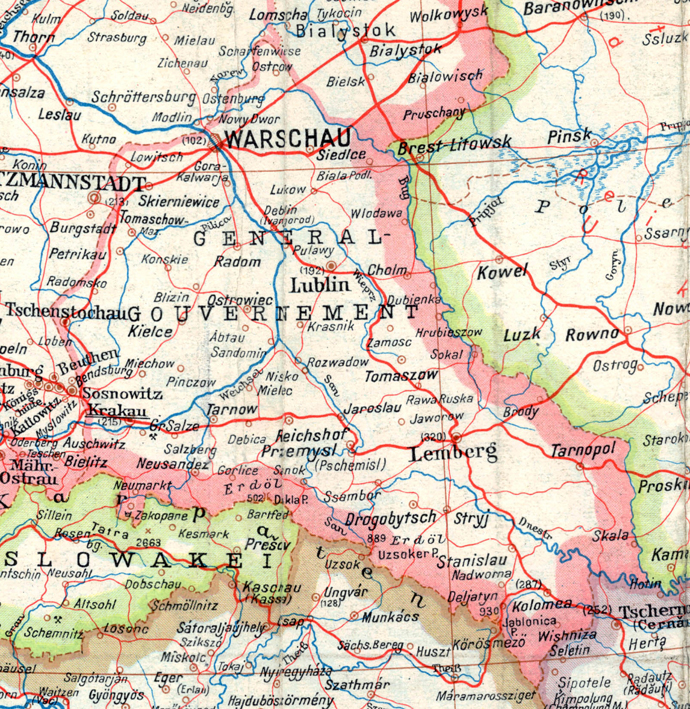
Mapa alemany del "Govern General", 1943

Ambdues potències ocupants eren igualment d'hostils front l'existència de la sobirana Polònia, i seva cultura i el poble polonès, i buscaven la seva destrucció. Abans de l'Operació Barbarossa, l'Alemanya nazi i la Unió Soviètica coordinaven les seves polítiques amb relació a Polònia, això és més visible en les quatre Conferències Gestapo-NKVD, on els ocupants van discutir els plans per tractar amb el moviment de resistència polonès i la futura destrucció de Polònia.
Al voltant de sis milions de ciutadans polonesos-gairebé el 21,4% de la població de Polònia-van morir entre 1939 i 1945 com a conseqüència dels crims d'ocupació, la meitat dels quals eren jueus polonesos. Més del 90% de la xifra de morts va arribar a través de les pèrdues no militars, ja que la majoria dels civils van ser el blanc de diverses accions deliberades pels alemanys i els soviètics.